# Akademicki Chór Uniwersytetu Medycznego w Lublinie
Akademicki Chór Uniwersytetu Medycznego, dawniej Akademicki Chór Akademii Medycznej - chór akademicki działający w Lublinie od 1973 roku do dziś, z przerwą w latach 1990-1993.

## Historia
Chór prowadzili: Ewa Ordyk-Czyżewska, Barbara Śpiewak, Beata Dąbrowska, Bogdan Samardakiewicz i Monika Mielko-Remiszewska.
Pod dyrekcją Moniki Mielko-Remiszewskiej zespół zdobył m.in. Srebrny Dyplom na Międzynarodowym Festiwalu Pieśni Chóralnej w Riva del Garda (Włochy 1996), II miejsce na Międzynarodowym Festiwalu Muzyki Religijnej w Rumi (1999), II i I miejsce na Ogólnopolskim Festiwalu Pieśni Chóralnej „Kolędy i Pastorałki” w Myślenicach (1999, 2001), Nagrodę za Szczególne Wartości Artystyczne i wyróżnienie dla dyrygenta na Międzynarodowych Spotkaniach Chóralnych w Chełmie (1995, 1999), Grand Prix i wyróżnienie dla dyrygenta na III Mazowieckim Festiwalu Chórów Akademickich „Gaudeamus” w Warszawie (2004) i I miejsce na Ogólnopolskim Festiwalu Pieśni Religijnej „Cantate Deo” w Rzeszowie (2004).